# Sparbank
Sparbank var en dansk bank med hovedsæde på Adelgade 8 i Skive. Banken havde 25 filialer og 350 medarbejdere (2011). Resultatet for 2011 var på -313 mio. kr. (før skat).
Banken, der var ejet af 17.000 aktionærer, havde filialer fordelt i tre geografiske områder; Midt- og Vestjylland, Aarhus og København.

## Historie
Banken blev grundlagt 14. marts 1857 som Privatsparekassen i Skive. Siden er navnet ændret adskillige gange, første gang i 1863 til Sparekassen for Skive By og Omegn, i 1872 til Skive By og Omegns Sparekasse og allerede året efter til Spare- og Laanekassen for Skive Kjøbstad og Omegn. Navnet ændres til 1882 til det kortere Skive Sparekasse, mens det i 1989 ændres helt som led i en ekspansionsbølge. 
Den hidtidige sparekasse blev omdannet til et bankaktieselskab under navnet Sparbank Vest A/S, der var navnet frem til januar 2007. Det seneste navneskifte skete som følge af, at banken havde filialer i det meste af landet samt, samt på det tidspunkt, filialer i Grønland og en i Málaga, Spanien. 
De tre filialer i Grønland blev sammen med 10 øvrige filialer solgt i februar 2010. Sparekassen Hobro købte filialen i Aalborg, mens den færøske bank, BankNordik, købte de øvrige filialer der blev solgt.
De solgte filialer var Kolding, Horsens, Aalborg, Vejle, Esbjerg, Varde, Odense, Haderslev, Skanderborg, Silkeborg, Nuuk, Sisimiut og Ilulissat.
Den 18. september 2012 offentliggjorde SPARBANK og Spar Nord Bank, at de ville fusionere. Fusionen blev gennemført med ekstraordinære generalforsamlinger i SPARBANK den 12. november 2012 og en tilsvarende i Spar Nord den 13. november 2012.
Den fortsættende bank, Spar Nord Bank, fik hovedsæde i Aalborg.
SPARBANK havde en årlig idrætspris og med konceptet ”10tilForskel” kunne netbrugere hver måned stemme på et projekt eller en idé, der fortjente at modtage 10.000 kr.